# Kreis Apolda
Der Kreis Apolda war ein Landkreis im Bezirk Erfurt der DDR. Von 1990 bis 1994 bestand er als Landkreis Apolda im Land Thüringen fort. Sein Gebiet liegt heute im Landkreis Weimarer Land in Thüringen. Der Sitz der Kreisverwaltung befand sich in Apolda.

## Geographie

### Lage
Der Kreis lag im nordöstlichen Teil des Landes Thüringen und grenzte im Norden an das Land Sachsen-Anhalt. Der Kreis wurde in nordöstlicher Richtung vom Ilmtal und seinen angrenzenden Ilmauen durchzogen. Dadurch wurde das Kreisgebiet in den tieferliegenden, nördlichen Teil und in den zur Ilm-Saale-Platte gehörenden, südlichen Teil abgegrenzt. Das hügelige Land wurde vorwiegend durch die landwirtschaftliche Nutzung geprägt.
Die höchste Erhebung befand sich 350 Meter über NN in Kleinromstedt.

Die niedrigste Erhebung befand sich 120 Meter über NN in Großheringen.

### Nachbarkreise
Der Kreis Apolda grenzte im Uhrzeigersinn im Norden beginnend an die Kreise Naumburg, Jena-Land, Weimar-Land und Sömmerda.

## Geschichte
Seit 1922 war Apolda ein selbständiger Stadtkreis, wurde jedoch 1950 wieder in den Landkreis Weimar eingegliedert. Am 25. Juli 1952 wurde dieser geteilt und Apolda Kreisstadt des (kleineren) Ostteils des Altkreises im neugebildeten Bezirk Erfurt.
Am 17. Mai 1990 wurde der Kreis in Landkreis Apolda umbenannt. Am 3. Oktober 1990, mit der Wiederherstellung der Einheit Deutschlands, wurde das Territorium, welches bis dahin zum Bezirk Erfurt gehörte, mit zunächst unveränderten Kreisgrenzen in das Land Thüringen übernommen. Am 1. Juli 1994 wurden der Landkreis Apolda und der Landkreis Weimar im Westen zum neuen Landkreis Weimarer Land vereinigt. Kreisstadt blieb Apolda.

## Einwohnerentwicklung
| Jahr | Einwohner |
| ---- | --------- |
| 1955 | 58.300    |
| 1960 | 53.967    |
| 1975 | 50.919    |
| 1990 | 47.100    |

## Politik

### Kreistag
Oberstes Organ des Kreises Apolda war der Kreistag, der gewöhnlich im Volkshaus „An der Klause“ (heute: Stadthalle) seine Beratungen durchführte. Die gewählten Mitglieder des Kreistages waren neben ihrer Arbeit im Plenum in verschiedenen Ausschüssen tätig, die den einzelnen Sachgebieten des Rates zugeordnet waren. Ein Mitglied des Kreistages konnte sämtliche öffentlichen Verkehrsmittel des Kreisgebietes unentgeltlich benutzen. Außerdem bekam er eine monatliche bescheidene Aufwandsentschädigung. Eines der wichtigsten Arbeitsmittel und eine Form der demokratischen Mitbestimmung war das Recht, Abgeordneten-Sprechstunden abzuhalten, in denen Beschwerden und Anfragen der Bürger entgegengenommen und bearbeitet wurden.

### Rat des Kreises
Der Rat des Kreises Apolda hatte seinen Sitz vorerst im Grundstück Bahnhofstraße 44 in Apolda. Das vordere Gebäude wurde im Jahr 1966 wegen Baufälligkeit abgerissen, das Seiten- und Hofgebäude wurde jedoch weiterhin vom Rat genutzt. Zuvor waren auf dem oberen Grundstück zwei weitere Baracken für das Verwaltungspersonal errichtet worden. Außerdem amtierte der Rat des Kreises in der Villa Bahnhofstraße 42 und in der Brandesstraße 7.

### Wappen
Durch das Landratsamt Apolda wurde das Wappen wie folgt beschrieben:

„Im gevierten Wappenschild wird links oben der von sechs roten Herzen umgebene, rotbewehrte, schwarze Löwe der Grafschaft von Weimar-Orlamünde verwendet. Es ist ein Hinweis darauf, daß sich auf dem Gebiet des Kreises Apolda ein Stück jener alten Grafschaft befindet.
Das zweite Feld zeigt das Ordenskreuz für die Ordenskomturei Liebstedt, ein silbernes lateinisches Kreuz auf schwarzem Grund. Die drei silbernen Pfähle auf schwarzem Grund im dritten Feld sind das Wappen der Kapellendorfer Herrschaft. Der rote Apfel auf goldenem Grund symbolisiert den Apfel des Vitzthumsgeschlechts von Apolda.“

## Verkehr
Die heutige Bundesautobahn 4 Dresden – Chemnitz (damals Karl-Marx-Stadt) – Apolda – Erfurt – Eisenach – Frankfurt am Main mit der Anschlussstelle Apolda (Nr. 50) durchquerte den Landkreis im Süden. Die Kreisstadt Apolda liegt an der 1804 gebauten und heutigen Bundesstraße 87 (Ilmenau – Naumburg), damals Fernverkehrsstraße 87, welche die Stadt im Norden tangiert und den Landkreis in Richtung Südwest-Nordost durchzog. Die Bundesstraße 7, damals Fernverkehrsstraße 7, verläuft fast parallel zur Bundesautobahn 4 und durchquert somit den Landkreis von Westen nach Osten.
Der Flughafen Leipzig/Halle ist ungefähr 110 Kilometer von der Kreisstadt Apolda entfernt, der Flughafen Erfurt-Weimar ungefähr 40 Kilometer.
Die Bahnstrecke der Thüringer Bahn verläuft in gleicher Richtung wie die Bundesstraße 87 durch den Kreis. Bahnhöfe an der Strecke sind Apolda und Oßmannstedt.

## Gemeinden
Zum Landkreis Apolda gehörten zuletzt die folgenden Städte und Gemeinden:
- Apolda, Stadt
- Kapellendorf
- Verwaltungsgemeinschaft Bad Sulza (seit 1. April 1992)

1. Auerstedt
2. Bad Sulza, Stadt
3. Eberstedt
4. Flurstedt
5. Gebstedt
6. Großheringen
7. Ködderitzsch
8. Niedertrebra
9. Obertrebra
10. Rannstedt
11. Reisdorf
12. Schmiedehausen
13. Wickerstedt

- Verwaltungsgemeinschaft Ilmtal-Weinstraße (seit 16. Februar 1992)

1. Kromsdorf
2. Liebstedt
3. Mattstedt
4. Niederreißen
5. Niederroßla
6. Nirmsdorf
7. Oberreißen
8. Oßmannstedt
9. Pfiffelbach
10. Willerstedt

- Verwaltungsgemeinschaft Kleinromstedt (seit 1. März 1991)

1. Großromstedt
2. Hermstedt
3. Kleinromstedt
4. Schöten
5. Stobra

- Verwaltungsgemeinschaft Wormstedt (seit 1. März 1991)

1. Eckolstädt
2. Kösnitz
3. Münchengosserstädt
4. Pfuhlsborn
5. Wormstedt

Die folgenden Gemeinden verloren vor dem 30. Juni 1994 ihre Eigenständigkeit und wurden in andere Gemeinden des Kreises eingegliedert:
- Darnstedt, am 10. Juli 1974 zu Niedertrebra
- Goldbach, am 14. März 1974 zu Liebstedt
- Herressen, 1990 in Herressen-Sulzbach umbenannt, am 6. Mai 1993 zur Stadt Apolda
- Kaatschen, am 1. Januar 1957 zu Kaatschen-Weichau
- Kaatschen-Weichau, am 14. März 1974 zu Großheringen
- Lachstedt, am 14. März 1974 zu Schmiedehausen
- Neustedt, am 1. November 1973 zu Gebstedt
- Nieder-Oberreißen, am 4. April 1990 aufgeteilt in Niederreißen und Oberreißen[3]
- Oberndorf, am 6. Mai 1993 zur Stadt Apolda
- Oberroßla, am 4. Februar 1994 zur Stadt Apolda
- Rödigsdorf, am 14. März 1974 zu Oberroßla
- Sonnendorf, am 22. Januar 1994 zu Bad Sulza
- Utenbach, am 9. April 1994 zur Stadt Apolda
- Weichau, am 1. Januar 1957 zu Kaatschen-Weichau
- Wersdorf, am 14. März 1974 zu Pfiffelbach
- Zottelstedt, am 27. März 1993 zur Stadt Apolda

Die Gemeinde Rohrbach wechselte am 10. Dezember 1952 in den Kreis Weimar-Land.

## Kfz-Kennzeichen
Den Kraftfahrzeugen (mit Ausnahme der Motorräder) und Anhängern wurden von etwa 1974 bis Ende 1990 dreibuchstabige Unterscheidungszeichen, die mit dem Buchstabenpaar LA begannen, zugewiesen. Die letzte für Motorräder genutzte Kennzeichenserie war LX 20-01 bis LX 40-00.
Anfang 1991 erhielt der Landkreis das Unterscheidungszeichen APD. Es wurde bis zum 31. Januar 1995 ausgegeben. Seit 1995 ist das Kfz-Kennzeichen  AP . Seit dem 29. November 2012 ist im Landkreis Weimarer Land auch wieder  APD  erhältlich.